# Adoma
Adoma, früher Sonacotra (Société nationale de construction de logements pour les travailleurs, Nationale Gesellschaft zum Bau von Wohnungen für Arbeiter) ist ein gemischtwirtschaftliches Unternehmen, das vom französischen Staat kontrolliert wird und Sozialen Wohnungsbau betreibt. Der Sitz ist Paris.
Zur Adoma gehören zurzeit über 450 Immobilien mit über 88.000 Bewohnern. Die Arbeitslosigkeit unter den Bewohnern liegt bei über 30 %, der Ausländeranteil beträgt 75 %. In den 1970er Jahren war die Sonacotra und insbesondere die von ihr betriebenen FTM (Foyer de travailleurs migrants, Wohnstätte der Arbeitsmigranten) Gegenstand erheblicher sozialer Auseinandersetzungen, die den baulichen Zustand der Anlagen und die Behandlung der Mieter durch die Verwaltung zum Gegenstand hatten. In den 1990er Jahren wurde die Gesellschaft unter Mitwirkung von Gewerkschaften und NGOs unter sozialen Gesichtspunkten reorganisiert.